# سافتنگی
سافتنگی (انگلیسی: Softengi) شرکت فناوری اطلاعات اوکراینی است، که در سال ۲۰۰۹ تأسیس شد.